# Legio III Cyrenaica

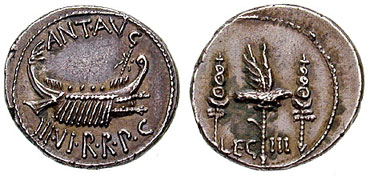
Denarius, im Auftrag von Antonius zur Zahlung des Soldes seiner Legionen. Avers: ANT AVG III VIR R P C mit Galeere, Revers: Aquila und zwei Feldzeichen der Legio III

Die Legio III Cyrenaica war eine Legion der römischen Armee, die um das Jahr 36 v. Chr. aufgestellt wurde. Sie ist bis in das frühe 5. Jahrhundert belegt. Das Legionssymbol war der Steinbock.

## Geschichte der Legion

### Ursprung
Der Ursprung der Legion ist unsicher. Möglicherweise wurde sie bereits von Lepidus, dem Statthalter in der Provinz Cyrenaica (43–36 v. Chr.) oder dessen Nachfolger Marcus Antonius ausgehoben. Diese Erklärungen beruhen jedoch nur auf dem Namen Cyrenaica, den die Legion auch von Augustus auf Grund ihres Einsatzortes erhalten haben kann, wie es bei den Auxiliartruppen coh. I Lusitanorum Cyrenaica und coh. II Hispanorum Scutata Cyrenaica der Fall war. Die Schreibweise des Namens Cyrenaica weist zahlreiche Variationen auf; die häufigste Abkürzung war CYR.

### Ägypten
Ihr erster verbürgter Auftritt ist während des Ägypten-Feldzugs des Augustus im Jahr 30 v. Chr. Die III Cyrenaica blieb in Ägypten und war möglicherweise zunächst im oberägyptischen Theben und Teile auch in Berenike (Bengasi) stationiert. In den Jahren 26/25 v. Chr. nahm sie vermutlich am Feldzug des Aelius Gallus gegen Arabia Felix, den heutigen Jemen, teil. In den Jahren 25 bis 21 v. Chr. unternahm Publius Petronius, der Präfekt von Ägypten, zwei Strafexpeditionen gegen das meroïtische Reich, dessen Truppen in Oberägypten eingedrungen waren.
Ab den Jahren 7 bis 9 n. Chr., spätestens seit dem Jahr 35 teilte sie ihr Legionslager in Nikopolis in Unterägypten mit der Legio XXII Deiotariana. Beide Legionen unterstanden dem praefectus exercitus qui est in Aegypto. Zahlreiche Vexillationen waren auch über Ägypten verteilt stationiert, um öffentliche Bauten (Straßen, Zisternen etc.) zu errichten und die Arbeiten in Steinbrüchen zu überwachen. Eine Vexillation beider Legionen baute in julisch-claudischer Zeit eine Straße von Koptos zum Roten Meer aus. Im Jahr 38 brachen in Alexandria antisemitische Unruhen aus, die den Einsatz der Legionen erforderten.
Im Jahr 58 griff der römische Feldherr Gnaeus Domitius Corbulo die Parther in Armenien an. Unter seinen Truppen befanden sich auch vexilla delectorum ex Illyrico et Aegypto („ausgewählte Einheiten aus Illyrien und Ägypten“), zu denen Teile der III Cyrenaica gehört haben können.
Im Jüdischen Krieg (66–70 n. Chr.) wurden die III Cyrenaica und XXII Deiotariana gegen die jüdische Bevölkerung Alexandrias eingesetzt, wo es zwischen den verschiedenen ethnischen und religiösen Gruppen Spannungen gab. Das Stadtviertel Delta, in dem die Juden wohnten, wurde trotz heftigem Widerstands erobert, geplündert und gebrandschatzt. Es soll 50.000 Tote gegeben haben, bevor der praefectus Alexandreae et Aegypti Tiberius Iulius Alexander die Truppen zurückrief.
Im Vierkaiserjahr 69 unterstützte die Legion Vespasians Thronanspruch und sandte eine vexillatio milliaria unter ihrem praefectus exercitus zu dessen Sohn Titus nach Iudaea. Dort zeichnete sich diese Teileinheit bei der Belagerung und Eroberung Jerusalems aus.

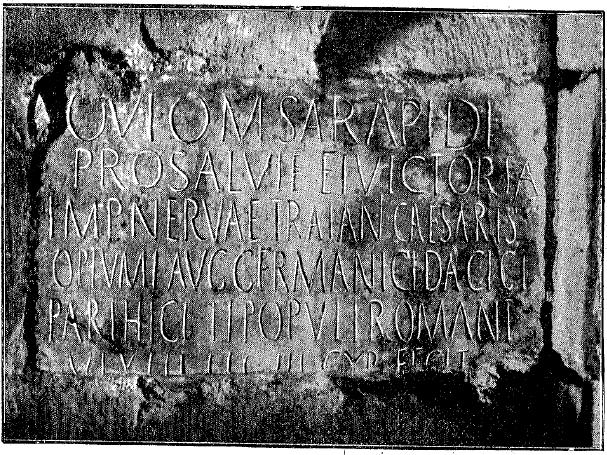
[I]ovi Optimo Maximo Sarapidi / pro salute et victoria / Imp(eratoris) Nervae Traiani Caesaris / Optumi Aug(usti) Germanici Dacici / Parthici et populi Romani / vexill(atio) leg(ionis) III Cyr(enaicae) fecit
Dem Jupiter Sarapidus geweihte Inschrift einer Vexillation der Legio III Cyrenaica für den Sieg des Kaisers Trajan um 116.
Fundort: Aelia Capitolina (Jerusalem)

### Arabia Petraea
Zumindest Teile der Legion nahmen im Jahr 106 an der Annexion des Nabatäerreiches teil und blieben in der neugegründeten Provinz Arabia Petraea. Das Hauptlager war in Bostra, doch war eine Vexillation in Gerasa stationiert. Zwischen 111 und 114 baute die Legion die Grenzstraße Via Nova Traiana von Bostra nach Aila am Roten Meer. Die 360 km lange Strecke wurde durch Kastelle und instandgesetzte nabatäische Wehrbauten in den Limes Arabicus eingegliedert. Anschlussstraßen der Via Nova Traiana verbanden Philadelphia und Bostra mit den Städten der Dekapolis.
Im Jahr 115 brach auch in Ägypten und dem angrenzenden Cyrene der Diasporaaufstand aus, doch waren die legio XXII Deiotariana und die in Ägypten verbliebenen Teile der Legio III Cyrenaica zu schwach, um der Rebellion ein schnelles Ende zu setzen. Quintus Marcius Turbo brachte Ende 116 Verstärkung heran und erstickte den Aufstand im Spätsommer 117 durch sein hartes Vorgehen.
Um das Jahr 116 wurde unter Trajan nochmals eine Vexillation erfolgreich in Iudaea eingesetzt (siehe Bild) und nahm auch am Partherkrieg teil. Im Jahr 120 war die Legion in Kämpfe gegen arabische Stämme verwickelt. Unter Kaiser Hadrian wurde die Legion zwischen 120 und 127 von der Legio II Traiana fortis in Ägypten abgelöst und endgültig nach Bostra in die Provinz Arabia Petraea verlegt. Während des Bar-Kochba-Aufstandes (132–136) wurde die Legion zu Vergeltungsmaßnahmen eingesetzt. Unter Antoninus Pius wurde eine Vexillation nach Mauretanien geschickt, um gegen die Mauren zu kämpfen. Unter Avidius Cassius nahm die Legion am Partherkrieg (163–166) des Lucius Verus teil. In welcher Weise die Legion in die Usurpation des Avidius Cassius gegen Mark Aurel im Jahr 175 verstrickt war, ist ungeklärt.
Im Zweiten Vierkaiserjahr (193) unterstützte die III Cyrenaica den unterlegenen Pescennius Niger gegen Septimius Severus. Von 215 bis 217 kamen zumindest Teile der Legion unter dem Kommando des Caracalla in Mesopotamien gegen die Parther zum Einsatz. In Dura Europos errichteten Legionäre der III Cyrenaica und der Legio IIII Scythica um 216 das Amphitheater. Die Beteiligung am verlustreichen Sassanidenfeldzug des Severus Alexander in den Jahren 231–233 gilt als gesichert. Wohl im Zusammenhang mit diesem Feldzug erhielt sie den Beinamen Legio III Cyrenaica Severiana Alexandriana. Durch Inschriften ist die Legio III Kurenaica Valeriana Galliana unter Valerian (253–260) und Gallienus (253–268) in Bostra belegt.
Um 270 gelangte Bostra in den Einflussbereich der Zenobia von Palmyra, die auch römische Truppen, zu denen vermutlich auch die III Cyrenaica gehörte, gegen die Sassaniden einsetzte. Schließlich wandte sich die Legion aber von Zenobia ab und plünderte im Jahr 272 den „Sonnentempel“ (templum Solis) Palmyras. Nachdem die Usurpation Zenobias von Aurelian niedergeschlagen worden war, wurde die Legio IV Martia zur Verstärkung der III Cyrenaica in Arabia stationiert.
Der letzte Nachweis der Tertia Cyrenaica ist aus dem frühen 5. Jahrhundert überliefert, als die Legion unter dem Oberbefehl des Dux Arabiae in Bostra stationiert war.